# Johann Nepomuk Buchinger

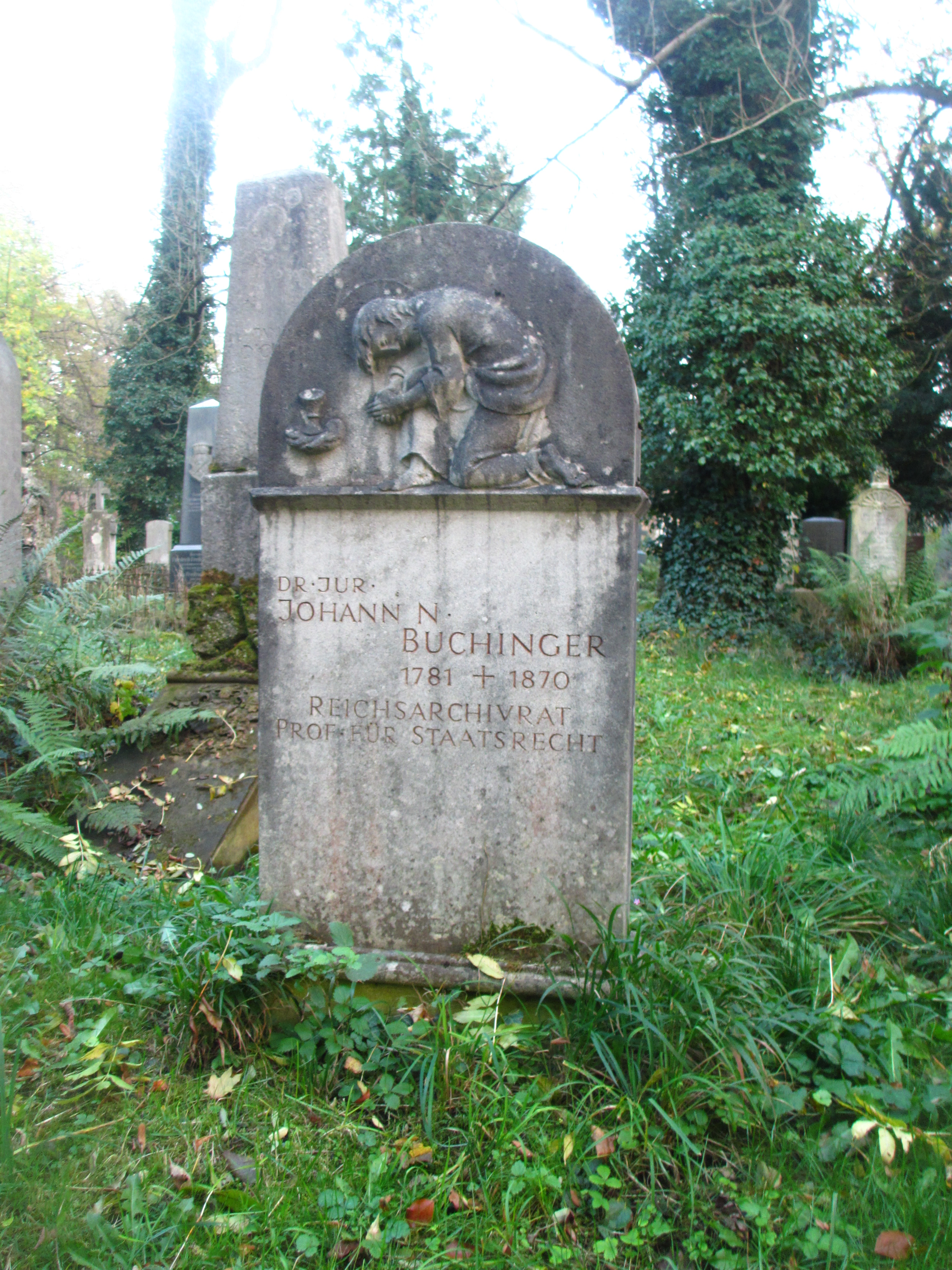
Grab von Johann Buchinger auf dem Alten Südlichen Friedhof in München

Johann Nepomuk Buchinger (* 8. Mai 1781 in Altötting; † 27. Februar 1870 in München) war ein deutscher Archivar, Jurist und Historiker.

## Leben
Buchinger war Sohn des Advokaten Alois Puechinger. Er studierte nach dem Gymnasialabschluss 1800 am (heutigen) Wilhelmsgymnasium München Rechtswissenschaft an der Universität Landshut und wurde 1805 zum Dr. iur. promoviert. Anschließend war er in der Verwaltung in München tätig, dann als Steuerkommissionsregistrator Sekretär im Unterdonaukreis, bevor er 1812 unter Karl Heinrich von Lang am neugegründeten Reichsarchiv in München eingesetzt wurde. In seiner Zeit an den Archiven wurde er schriftstellerisch tätig.
Buchinger kam 1829 als Archivar an das Staatsarchiv Würzburg. Zugleich hielt er an der Universität Würzburg Vorlesungen im Staats- und Völkerrecht. 1835 kehrte er als Archivar nach München zurück. In den Jahren 1848 und 1849 war er dort als Reichsarchivar tätig. Außerdem nahm er auch an der Universität München Lehraufträge für Staats- und Völkerrecht wahr. Später wurde er an dieser Universität zum Honorarprofessor ernannt. Im Jahr 1847 nahm ihn die Königlich Bayerische Akademie der Wissenschaften als ordentliches Mitglied auf.
Buchinger trat 1852 in den Ruhestand. Er starb 1870 im Alter von 88 Jahren in München. Seine Grabstätte befindet sich auf dem Alten Südlichen Friedhof in München (Gräberfeld 36 – Reihe 12 – Platz 22/23) Standort.

## Schriften (Auswahl)
- Geschichte des Fürstenthums Passau: aus archivalischen Quellen bearbeitet. 2 Bände. Storno, München 1816–1824.
- Julius Echter von Mespelbrunn, Bischof von Würzburg und Herzog von Franken. Nebst des Bischofs Portrait und Facsimile in Stahl und 4 radirten Steinzeichnungen. Voigt und Mocker, Würzburg 1843.
- Geschichtliche Nachrichten über die ehemalige Grafschaft und das Landgericht Dachau. Franz, München 1844.
- Ueber Ursprung und Fortbildung des bayerischen Landes-, Haus- und Reichs-Wappens. Franz, München 1846.
- Otto der Große, Herzog von Bayern und seine Brüder, Pfalzgrafen von Wittelsbach. Akademieverlag, München 1848.
- Ueber die Herkunft und Genealogie der Grafen von Burghausen, Schala, Peilstein und Mören – Nach Urkunden und neuen Forschungen. In: Abhandlungen der  historischen Klasse der bayerischen Akademie der Wissenschaften. Band 6. München 1851, S. 409–470 (Online – Google-Buchsuche).